# Задовиці
Задовиці (пол. Zadowice) — село в Польщі, у гміні Ґодзеші-Великі Каліського повіту Великопольського воєводства.
Населення — 353 особи (2011).
У 1975-1998 роках село належало до Каліського воєводства.

## Демографія
Демографічна структура станом на 31 березня 2011 року:
|          | Загалом | Допрацездатний вік | Працездатний вік | Постпрацездатний вік |
| -------- | ------- | ------------------ | ---------------- | -------------------- |
| Чоловіки | 184     | 45                 | 125              | 14                   |
| Жінки    | 169     | 37                 | 97               | 35                   |
| Разом    | 353     | 82                 | 222              | 49                   |